# A bolygó neve: Föld epizódjainak listája
Ez a szócikk A bolygó neve: Föld című sorozat epizódjait listázza.

## Évados áttekintés
| Évad | Évad | Részek száma | Részek száma | Eredeti sugárzás | Eredeti sugárzás | Eredeti adó | Magyar sugárzás    | Magyar sugárzás      | Magyar adó |
| Évad | Évad | Részek száma | Részek száma | Évadbemutató     | Évadzáró         | Eredeti adó | Évadbemutató       | Évadzáró             | Magyar adó |
| ---- | ---- | ------------ | ------------ | ---------------- | ---------------- | ----------- | ------------------ | -------------------- | ---------- |
|      | 1.   | 22           | 22           | 1997. október 6. | 1998. május 11.  | CTV         | 2000. április 10.  | 2000. szeptember 14. | MTV1       |
|      | 2.   | 22           | 22           | 1998. október 5. | 1999. május 17.  | CTV         | 2003. június 5.    | 2003. december 3.    | Viasat 3   |
|      | 3.   | 22           | 22           | 1999. október 4. | 2000. május 15.  | CTV         | 2003. december 17. | n. a.                | Viasat 3   |
|      | 4.   | 22           | 22           | 2000. október 2. | 2001. május 14.  | CTV         | n. a.              | n. a.                | AXN Sci-Fi |
|      | 5.   | 22           | 22           | 2001. október 1. | 2002. május 13.  | CTV         | n. a.              | n. a.                | AXN Sci-Fi |

## Epizódok

### Első évad (1997-1998)
| Sor. | Év. | Cím                                                      | Rendező           | Író                                                                                               | Premier                                                                                          | Gyártási szám |
| ---- | --- | -------------------------------------------------------- | ----------------- | ------------------------------------------------------------------------------------------------- | ------------------------------------------------------------------------------------------------ | ------------- |
| 1.   | 1.  | A döntés (Decision)                                      | Allan Eastman     | Gene Roddenberry                                                                                  | 1997. október 6. 2000. április 10. (MTV1) 2000. június 28. (MTV2) 2007. október 13. (AXN Sci-Fi) | 101           |
| 2.   | 2.  | Az igazság (Truth)                                       | Allan Eastman     | Richard C. Okie, Raymond Hartung                                                                  | 1997. október 13. 2000. április 17. (MTV1)                                                       | 102           |
| 3.   | 3.  | A csoda (Miracle)                                        | David Warry-Smith | D.C. Fontana                                                                                      | 1997. október 20. 2000. május 1. (MTV1)                                                          | 103           |
| 4.   | 4.  | Avatar (Avatar)                                          | Jeff Woolnough    | Malcolm MacRury                                                                                   | 1997. október 27. 2000. május 8. (MTV1)                                                          | 104           |
| 5.   | 5.  | A régi láng (Old Flame)                                  | Ken Girotti       | Paul Gertz                                                                                        | 1997. november 3. 2000. május 15. (MTV1)                                                         | 105           |
| 6.   | 6.  | Szállj csak, kis pillangó (Float like a Butterfly)       | Jeff Woolnough    | Paul Gertz                                                                                        | 1997. november 10. 2000. május 22. (MTV1)                                                        | 106           |
| 7.   | 7.  | Feltámadás (Resurrection)                                | Milan Cheylov     | Paul Gertz                                                                                        | 1997. november 17. 2000. május 29. (MTV1)                                                        | 107           |
| 8.   | 8.  | Horizont lezárva (Horizon Zero)                          | David Warry-Smith | Richard C. Okie                                                                                   | 1997. november 24. 2000. június 5. (MTV1)                                                        | 108           |
| 9.   | 9.  | A skorpiók is álmodnak (Scorpions Dream)                 | Ken Girotti       | Harry Doc Kloor                                                                                   | 1997. december 29. 2000. június 26. (MTV1)                                                       | 109           |
| 10.  | 10. | Szabad élet vagy halál (Live Free or Die)                | David Warry-Smith | Malcolm MacRury                                                                                   | 1998. január 5. 2000. július 3. (MTV1)                                                           | 110           |
| 11.  | 11. | A madárijesztő visszatér (The Scarecrow Returns)         | David Warry-Smith | Paul Gertz                                                                                        | 1998. január 12. 2000. július 10. (MTV1)                                                         | 111           |
| 12.  | 12. | Sandoval szökése (Sandoval's Run)                        | Milan Cheylov     | Paul Aitken                                                                                       | 1998. január 19. 2000. július 17. (MTV1)                                                         | 112           |
| 13.  | 13. | Strandhill titka (The Secret of Strandhill)              | Gordon Langevin   | George Carson                                                                                     | 1998. február 2. 2000. július 24. (MTV1)                                                         | 113           |
| 14.  | 14. | Pandora szelencéje (Pandora's Box)                       | [[Takács Tibor]]  | Malcolm MacRury                                                                                   | 1998. február 9. 2000. július 31. (MTV1)                                                         | 114           |
| 15.  | 15. | Ha olvasnál a gondolataimban (If You Could Read My Mind) | Milan Cheylov     | Paul Gertz, Julie G. Beers                                                                        | 1998. február 16. 2000. augusztus 7. (MTV1)                                                      | 115           |
| 16.  | 16. | Achilles haragja (Wrath of Achilles)                     | Stephen Williams  | Damian Kindler                                                                                    | 1998. február 23. 2000. augusztus 14. (MTV1)                                                     | 116           |
| 17.  | 17. | Ki szembenéz a gonosszal (The Devil You Know)            | Stephen Williams  | Raymond Hartung                                                                                   | 1998. április 13. 2000. augusztus 21. (MTV1)                                                     | 117           |
| 18.  | 18. | Törvény és rend (Law & Order)                            | Joe Scanlan       | David Kirschner, Paul Gertz                                                                       | 1998. április 20. 2000. augusztus 29. (MTV1)                                                     | 118           |
| 19.  | 19. | A kulisszák mögött (Through the Looking Glass)           | Bruce Pittman     | Malcolm MacRury                                                                                   | 1998. április 27. 2000. szeptember 5. (MTV1)                                                     | 119           |
| 20.  | 20. | A járvány (Infection)                                    | Milan Cheylov     | Történet: Eugene W. Roddenberry, Paul Gertz, Julie G. Beers Tévéjáték: Paul Gertz, Julie G. Beers | 1998. július 27. 2000. szeptember 7. (MTV1)                                                      | 120           |
| 21.  | 21. | A pusztítás (Destruction)                                | Ross Clyde        | Történet: Paul Gertz Tévéjáték: Mary Crawford, Alan Templeton                                     | 1998. május 4. 2000. szeptember 12. (MTV1)                                                       | 121           |
| 22.  | 22. | Az egyesülés (The Joining)                               | Neill Fearnley    | Történet: Paul Gertz, Jonas McCord Tévéjáték: Jonas McCord                                        | 1998. május 11. 2000. szeptember 14. (MTV1)                                                      | 122           |

### Második évad (1998-1999)
| Sor. | Év. | Cím                                             | Rendező         | Író | Premier                                           | Gyártási szám |
| ---- | --- | ----------------------------------------------- | --------------- | --- | ------------------------------------------------- | ------------- |
| 23.  | 1.  | Első a fajtából (First of its Kind)             | Allan Kroeker   | Paul Gertz, Jonas Moisé                                                                                               | 1998. október 5. 2003. június 5. (Viasat 3)       | 201           |
| 24.  | 2.  | Vissza ütés (Atavus)                            | Neill Fearnley  | Brian Nelson | 1998. október 12. 2003. június 12. (Viasat 3)     | 202           |
| 25.  | 3.  | Időtöltés (A Stitch in Time)                    | James Head      | Történet: Michael Berlin Tévéjáték: Brian Nelson                                                                      | 1998. október 19. 2003. június 19. (Viasat 3)     | 203           |
| 26.  | 4.  | Dimenziók (Dimensions)                          | Brett Dowler    | Történet: Paul Gertz, Jonas Moisé, Alan Swayze Tévéjáték: Alan Swayze                                                 | 1998. október 16. 2003. június 25. (Viasat 3)     | 204           |
| 27.  | 5.  | Gyűlölet és szeretett (Moonscape)               | Ross Clyde      | Történet: Gerald Sanford, John Marc De Matteis Tévéjáték: John Marc De Matteis                                        | 1998. november 2. 2003. július 2. (Viasat 3)      | 205           |
| 28.  | 6.  | Alvók (The Sleepers)                            | James Head      | John Marc DeMatteis                                                                                                   | 1998. november 9. 2003. július 9.                 | 206           |
| 29.  | 7.  | Hasadékok (Fissures)                            | Ross Clyde      | Történet: Stephen Roloff Tévéjáték: Paul Gertz                                                                        | 1998. november 16. 2003. július 16. (Viasat 3)    | 207           |
| 30.  | 8.  | Megszabadulás (Redemption)                      | Allan Kroeker   | Paul Gertz, Jonas Moisé                                                                                               | 1998. november 23. 2003. július 23. (Viasat 3)    | 208           |
| 31.  | 9.  | Izabell (Isabel)                                | Ross Clyde      | Paul Gertz | 1998. december 28. 2003. július 30. (Viasat 3)    | 109           |
| 32.  | 10. | Menny és pokol között (Between Heaven and Hell) | Neill Fearnley  | Julie Beers | 1999. január 4. 2003. augusztus 6. (Viasat 3)     | 210           |
| 33.  | 11. | Barátkozás (Gauntlet)                           | W.F. Gereghty   | Alan Levy | 1999. január 11. 2003. augusztus 13. (Viasat 3)   | 211           |
| 34.  | 12. | Az én váram (One Man's Castle)                  | W.F. Gereghty   | Marj M. Park | 1999. január 18. 2003. augusztus 20. (Viasat 3)   | 212           |
| 35.  | 13. | Második esély (Second Chances)                  | Milan Cheylov   | Paul Gertz | 1999. február 1. 2003. augusztus 27. (Viasat 3)   | 213           |
| 36.  | 14. | Bosszú (Payback)                                | Vincenzo Natali | Történet: Guy Mullaly Tévéjáték: Lisa Klink                                                                           | 1999. február 8. 2003. szeptember 3. (Viasat 3)   | 214           |
| 37.  | 15. | Baráti tűz (Friendly Fire)                      | Vincenzo Natali | Richard Maxwell | 1999. február 15. 2003. szeptember 10. (Viasat 3) | 215           |
| 38.  | 16. | Önkéntesek (Volunteers)                         | Ross Clyde      | Történet: Paul Gertz, Lisa Klink Tévéjáték: Lisa Klink                                                                | 1999. február 22. 2003. szeptember 24. (Viasat 3) | 216           |
| 39.  | 17. | Gyönyör (Bliss)                                 | Terry Ingram    | Történet: Sean Jara Tévéjáték: Gabrielle Stanton, Harry Werksman, Jr.                                                 | 1999. április 12. 2003. október 8. (Viasat 3)     | 217           |
| 40.  | 18. | Eltérítve (Highjacked)                          | James Head      | Történet: Carleton Eastlake, Gabrielle Stanton, Harry Werksman, Jr. Tévéjáték: Gabrielle Stanton, Harry Werksman, Jr. | 1999. április 19. 2003. október 15. (Viasat 3)    | 218           |
| 41.  | 19. | Disszidens (Defector)                           | Ross Clyde      | Történet: Paul Gertz, Carleton Eastlake Tévéjáték: Paul Gertz                                                         | 1999. április 26. 2003. október 29. (Viasat 3)    | 219           |
| 42.  | 20. | Hősök és szívtiprók (Heroes & Heartbreak)       | Jimmy Kaufman   | Richard Maxwell | 1999. május 3. 2003. november 12. (Viasat 3)      | 220           |
| 43.  | 21. | Palack posta (Message in a Bottle)              | James Head      | Gabrielle Stanton, Harry Werksman, Jr.                                                                                | 1999. május 10. 2003. november 19. (Viasat 3)     | 221           |
| 44.  | 22. | Kereszttűz (Crossfire)                          | Ross Clyde      | Történet: Jonas Moisé Tévéjáték: Lisa Klink                                                                           | 1999. május 17. 2003. december 3. (Viasat 3)      | 222           |

### Harmadik évad (1999-2000)
| Sor. | Év. | Cím                                              | Rendező         | Író                                                                         | Premier                              | Gyártási szám |
| ---- | --- | ------------------------------------------------ | --------------- | --------------------------------------------------------------------------- | ------------------------------------ | ------------- |
| 45.  | 1.  | Hideg zuhany (Crackdown)                         | Allan Kroeker   | Paul Gertz, Cory Tynan                                                      | 1999. október 4. 2003. december 17.  | 301           |
| 46.  | 2.  | Eltűntek (The Vanished)                          | Allan Kroeker   | Cory Tynan                                                                  | 1999. október 11. 2003. december 24. | 302           |
| 47.  | 3.  | Emancipáció (Emancipation)                       | Ross Clyde      | Howard Chaykin                                                              | 1999. október 18. 2004. január 7.    | 303           |
| 48.  | 4.  | Déjá Vu (Déjà Vu)                                | Brenton Spencer | Ethlie Ann Vare                                                             | 1999. október 25.                    | 304           |
| 49.  | 5.  | A múlt a jövő világa (The Once and Future World) | James Head      | George Geiger                                                               | 1999. november 1.                    | 305           |
| 50.  | 6.  | Sűrűbb, mint a vér (Thicker than Blood)          | James Head      | George Geiger                                                               | 1999. november 8.                    | 306           |
| 51.  | 7.  | Egy darabka mennyország (A Little Bit of Heaven) | Brenton Spencer | Howard Chaykin                                                              | 1999. november 15.                   | 307           |
| 52.  | 8.  | A gyűrű Kabrinája (Pad'ar)                       | Ross Clyde      | Történet: Paul Gertz, Howard Chaykin Tévéjáték: Howard Chaykin              | 1999. november 22.                   | 308           |
| 53.  | 9.  | Emlékek (In Memory)                              | Terry Ingram    | Cory Tynan                                                                  | 1999. november 29.                   | 309           |
| 54.  | 10. | A zárda (The Cloister)                           | Ross Clyde      | Ethlie Ann Vare                                                             | 1999. december 11.                   | 310           |
| 55.  | 11. | Az interjú (Interview)                           | Brenton Spencer | Történet: Paul Gertz, Cory Tynan Tévéjáték: Cory Tynan                      | 2000. január 17.                     | 311           |
| 56.  | 12. | Ellenségek (Keep Your Enemies Closer)            | Terry Ingram    | George Geiger                                                               | 2000. január 24.                     | 312           |
| 57.  | 13. | Az ürügy (Subterfuge)                            | Andrew Potter   | Ethlie Ann Vare                                                             | 2000. január 31.                     | 313           |
| 58.  | 14. | A megperzselt föld (Scorched Earth)              | J. Miles Dale   | Howard Chaykin                                                              | 2000. február 7.                     | 314           |
| 59.  | 15. | A vírus (Sanctuary)                              | Michael Robison | Howard Chaykin                                                              | 2000. február 14.                    | 315           |
| 60.  | 16. | Szemeddel látok (Through Your Eyes)              | Brenton Spencer | Történet: Cory Tynan, Marcus Miller Tévéjáték: Marcus Miller                | 2000. február 21.                    | 316           |
| 61.  | 17. | Időzített bomba (Time Bomb)                      | Ross Clyde      | George Geiger                                                               | 2000. február 28.                    | 317           |
| 62.  | 18. | A mezők (The Fields)                             | John Stead      | Cory Tynan                                                                  | 2000. április 17.                    | 318           |
| 63.  | 19. | A szellem (Apparition)                           | Michael Robison | George Geiger                                                               | 2000. április 24.                    | 319           |
| 64.  | 20. | Taelon sugár út egy (One Taelon Avenue)          | John Stead      | John Whelpley                                                               | 2000. május 1.                       | 320           |
| 65.  | 21. | Emberrablás (Abduction)                          | Andrew Potter   | Történet: Paul Gertz, Cory Tynan, Howard Chaykin Tévéjáték: Howard Chaykin  | 2000. május 8.                       | 321           |
| 66.  | 22. | Megérkezés (Arrival)                             | Brenton Spencer | Történet: George Geiger, Cory Tynan, John Whelpley Tévéjáték: John Whelpley | 2000. május 15.                      | 322           |

### Negyedik évad (2000-2001)
| Sor. | Év. | Cím                                      | Rendező           | Író                                                          | Premier            | Gyártási szám |
| ---- | --- | ---------------------------------------- | ----------------- | ------------------------------------------------------------ | ------------------ | ------------- |
| 67.  | 1.  | Egy új nemzedék (The Forge of Creation)  | Michael Robison   | George Geiger                                                | 2000. október 2.   | 401           |
| 68.  | 2.  | Az első lélegzett (First Breath)         | Will Dixon        | Robin Burger                                                 | 2000. október 9.   | 402           |
| 69.  | 3.  | Apák bűne (Sins of the Father)           | John Stead        | John Whelpley                                                | 2000. október 16.  | 403           |
| 70.  | 4.  | Az energia (Limbo)                       | Brenton Spencer   | John Whelpley                                                | 2000. október 23.  | 404           |
| 71.  | 5.  | Aranyláz (Motherlode)                    | Brenton Spencer   | George Geiger                                                | 2000. október 30.  | 405           |
| 72.  | 6.  | Kamikazék (Take No Prisoners)            | John Stead        | Marcus Miller                                                | 2000. november 6.  | 406           |
| 73.  | 7.  | A második hullám (The Second Wave)       | Andrew Potter     | Stephen Roloff                                               | 2000. november 13. | 407           |
| 74.  | 8.  | Esszencia (Essence)                      | Roderick J. Pridy | Történet: Fiona Avery, Joel Metzger Tévéjáték: Fiona Avery   | 2000. november 20. | 408           |
| 75.  | 9.  | Az anyahajó fantomja (Phantom Companion) | Brenton Spencer   | John Whelpley                                                | 2000. november 27. | 409           |
| 76.  | 10. | Álomvadász (Dream Stalker)               | Andrew Potter     | Robin Burger                                                 | 2000. december 4.  | 410           |
| 77.  | 11. | Elveszett generáció (Lost Generation)    | Roderick J. Pridy | Jennifer Barrow                                              | 2001. január 15.   | 411           |
| 78.  | 12. | Csúcs találkozó (The Summit)             | Bruce Pittman     | George Geiger                                                | 2001. január 22.   | 412           |
| 79.  | 13. | A sötét anyag (Dark Matter)              | David Winning     | Brad Falchuk                                                 | 2001. január 29.   | 413           |
| 80.  | 14. | A királyság kulcsa (Keys to the Kingdom) | Andrew Potter     | Robin Burger                                                 | 2001. február 5.   | 414           |
| 81.  | 15. | A hajsza (Street Chase)                  | Will Dixon        | John Whelpley                                                | 2001. február 12.  | 415           |
| 82.  | 16. | Az időfogságában (Trapped by Time)       | Martin Wood       | George Geiger                                                | 2001. február 19.  | 416           |
| 83.  | 17. | Vezeklés (Atonement)                     | Brenton Spencer   | John Whelpley                                                | 2001. február 26.  | 417           |
| 84.  | 18. | Vérkötelék (Blood Ties)                  | Martin Wood       | Brad Falchuk                                                 | 2001. április 16.  | 418           |
| 85.  | 19. | Szív és ész (Hearts and Minds)           | Andrew Potter     | Történet: Brad Falchuk, Robin Burger Tévéjáték: Robin Burger | 2001. április 23.  | 419           |
| 86.  | 20. | A bizalom ereje (Epiphany)               | Will Dixon        | Történet: Mike Goldberg Tévéjáték: Robin Burger              | 2001. április 30.  | 420           |
| 87.  | 21. | Sötét látóhatár (Dark Horizons)          | Andrew Potter     | Történet: Stephen Roloff Tévéjáték: George Geiger            | 2001. május 7.     | 421           |
| 88.  | 22. | Nincs visszatérés (Point of No Return)   | Michael Robison   | John Whelpley, Robin Burger                                  | 2001. május 14.    | 422           |

### Ötödik évad (2001-2002)
| Sor. | Év. | Cím                                     | Rendező         | Író                                                            | Premier            | Gyártási szám |
| ---- | --- | --------------------------------------- | --------------- | -------------------------------------------------------------- | ------------------ | ------------- |
| 89.  | 1.  | Földönkívüli (Unearthed)                | Andrew Potter   | John Whelpley                                                  | 2001. október 1.   | 501           |
| 90.  | 2.  | Páriák (Pariahs)                        | Will Dixon      | George Geiger                                                  | 2001. október 8.   | 502           |
| 91.  | 3.  | Vonzerő (The Seduction)                 | Andrew Potter   | Stephen Roloff                                                 | 2001. október 15.  | 503           |
| 92.  | 4.  | Föld alatti világ (Subterra)            | Will Dixon      | Mark Amato                                                     | 2001. október 22.  | 504           |
| 93.  | 5.  | Boone visszatér (Boone's Awakening)     | David Winning   | Paul Gertz                                                     | 2001. október 29.  | 505           |
| 94.  | 6.  | A haláldoktora (Termination)            | David Winning   | David Ransil                                                   | 2001. november 5.  | 506           |
| 95.  | 7.  | Bűntudat (Guilty Conscience)            | David Winning   | Gene O'Neill, Noreen Tobin                                     | 2001. november 12. | 507           |
| 96.  | 8.  | Boone gyilkosa (Boone's Assassin)       | David Winning   | Paul Gertz                                                     | 2001. november 19. | 508           |
| 97.  | 9.  | Eltemetve (Entombed)                    | Brenton Spencer | Harold Apter                                                   | 2001. november 26. | 509           |
| 98.  | 10. | Örökség (Legacy)                        | David Winning   | Stephen Roloff                                                 | 2002. január 14.   | 510           |
| 99.  | 11. | Halál lakosztály (Death Suite)          | Andrew Potter   | Meredith Muncy                                                 | 2002. január 21.   | 511           |
| 100. | 12. | Atavus gimi (Atavus High)               | Brenton Spencer | Brad Falchuk                                                   | 2002. január 28.   | 512           |
| 101. | 13. | Mélyálom (Deep Sleep)                   | Brenton Spencer | Mark Amato                                                     | 2002. február 4.   | 513           |
| 102. | 14. | Hadművészet (Art of War)                | Brenton Spencer | Paul Gertz, John Whelpley                                      | 2002. február 11.  | 514           |
| 103. | 15. | A piramisok titka (Grave Danger)        | James Rait      | David Ransil                                                   | 2002. február 18.  | 515           |
| 104. | 16. | Deportálás (Deportation)                | Kelly Makin     | Mark Amato                                                     | 2002. február 25.  | 516           |
| 105. | 17. | Tisztesség és becsület (Honor and Duty) | Martin Wood     | Paul Gertz, John Whelpley                                      | 2002. április 8.   | 517           |
| 106. | 18. | Hibás gének (Bad Genes)                 | Bruce Pittman   | John Whelpley                                                  | 2002. április 15.  | 518           |
| 107. | 19. | Aknamunka (Subversion)                  | Martin Wood     | David Ransil                                                   | 2002. április 22.  | 519           |
| 108. | 20. | Street pokoljárása (Street Wise)        | Will Dixon      | Paul Margolis                                                  | 2002. április 29.  | 520           |
| 109. | 21. | Az utazás (The Journey)                 | David Winning   | Történet: John Whelpley, Kathy Rudzik Tévéjáték: John Whelpley | 2002. május 6.     | 521           |
| 110. | 22. | Végső kihívás (Final Conflict)          | Andrew Potter   | Történet: Paul Gertz, John Whelpley Tévéjáték: Paul Gertz      | 2002. május 13.    | 522           |